# 永瀬永茉
永瀬 永茉（ながせ えま、1998年8月8日 - ）は、日本のグラビアアイドル、タレント。東京都出身。アイエス・フィールドを経て、マグニファイエンタテインメント所属。

## 経歴・人物
- 趣味は動物と触れ合うこと、美味しいものを食べること、インドア、細かい作業をすること[1]。
- おっぱいが大きいのでグラビアを始めてみようと思いデビューを決意[5]。
- 動物が好きで触れ合いカフェに行って犬や猫と戯れるのが趣味[6]。
- 各種ライブ配信サービスにおいて配信活動を行っている。

## 作品

### イメージビデオ
- emerge（2021年2月26日、スパイスビジュアル）[7][8]
- えっ、いきなり撮るんですか？（2021年11月20日、ラインコミュニケーションズ）[9][10]
- 美味しそうなボディ（2022年4月22日、竹書房）[11][12]
- 妄想エマージェンシー （2022年9月20日、ラインコミュニケーションズ）[13][14]
- Hな果実（2022年12月23日、イーネット・フロンティア）[15]
- Hot Ema（2023年3月28日、エアーコントロール）[16]
- エッチな彼女（2023年6月28日、スパイスビジュアル）[17][18]
- 禁断エマージェンシー（2023年10月20日、ラインコミュニケーションズ）[19][20]
- いい子になったよ？（2024年1月26日、竹書房）[21][22]
- ご褒美はわたし（2024年8月28日、スパイスビジュアル）[23][24]

### 動画配信
- 絶対に内緒だからね（2024年7月31日、ギルド）[25]